# Ступава
Ступава (словац. Stupava) — місто, громада округу Малацки, Братиславський край, південно-західна Словаччина, регіон Загоріє. Кадастрова площа громади — 67,5 км².
Населення 15 095 осіб (станом на 31 грудня 2021 року).

## Історія
Ступава згадується в 1269 році.

## Географія
Протікає Зогорський канал.

## Населення
| Рік:            | 1994. | 2004.   | 2014.    | 2024.    |
| --------------- | ----- | ------- | -------- | -------- |
| Кількість осіб: | 7874  | 8283    | 10 235   | 12 850   |
| Різниця:        |       | +5,19 % | +23,56 % | +25,54 % |

| Рік:            | 2023.  | 2024.   |
| --------------- | ------ | ------- |
| Кількість осіб: | 12 803 | 12 850  |
| Різниця:        |        | +0,36 % |

## Народилися
- Йозеф Костка